# Route 2 (Alberta)
Pour les articles homonymes, voir Route 2.
La Route 2 (aussi connue comme la Queen Elizabeth II Highway) est une route majeure en Alberta qui s'étend de la frontière canado-américaine jusqu'à Grande Prairie en passant par la plus grande ville de la province, Calgary, et par sa capitale, Edmonton. Parcourant un trajet principalement du sud au nord sur environ 1 273 km (791 mi), il s'agit de la route la plus longue et la plus achalandée de la province, transportant plus de 180 000 véhicules par jour près du centre-ville de Calgary. Le segment entre Fort Macleod et Edmonton fait partie du corridor CANAMEX lequel relie l'Alaska au Mexique. Plus de la moitié des quatre millions d'habitants de l'Alberta demeure dans le corridor Calgary–Edmonton créé par la route 2.

## Description du tracé

### Sud de l'Alberta

#### Foothills
La route 2 débute à la frontière canado-américaine comme prolongement de la US 89 à Carway. La route se dirige vers le nord dans les contreforts des Rocheuses et forme un bref multiplex avec la route 501, avant de traverser la ville de Cardston. Au nord de la ville, la route entre dans la Réserve Blood No. 148 et forme un multiplex avec la route 5. À la fin du multiplex, la route 2 continue vers le nord pour former un multiplex avec la route 505. Elle continue ensuite vers le nord en direction de Fort Macleod.
Moins d'un kilomètre avant de rencontrer la route 3 au sud-est de Fort Macleod, la route 2 devient une route à chaussées divisées. Elle rencontre la route 3 et les deux routes traversent ensemble Fort Macleod, avant de se séparer à l'ouest de la ville. La route 2 bifurque vers le nord et traverse la rivière Oldman comme route à chaussées séparées. Elle continue son trajet vers le nord en traversant Granum, Claresholm et Nanton.
Au nord de Nanton, la route continue de parcourir le Comté de Foothills jusqu'à un échangeur majeur avec la route 23 et la route 2A à High River. Après cette jonction, la route poursuit vers le nord-ouest jusqu'au nord d'Okotoks, où la route 2A rejoint la route 2 jusqu'au sud de Calgary.

#### Calgary
Depuis sa séparation de la route 2A, la route 2 est une autoroute majeure de 46 km (29 mi) nommée la Deerfoot Trail qui traverse la rivière Bow avant d'entrer dans les limites de Calgary. Dans la ville, elle traverse la rivière à deux reprises. Elle rencontre d'abord la route 201, la route de ceinture autour de la ville. Elle continue vers le nord et le nord-ouest, traverse la rivière Bow une première fois et la longe, sur sa rive ouest. Elle croise la route 8 (Glenmore Trail), traverse à nouveau la rivière Bow, croise Memorial Drive (donnant accès au centre-ville de Calgary) et la route 1 (16 Avenue NE). Elle continue ensuite vers le nord et longe les limites de l'Aéroport international de Calgary et croise à nouveau la route 201 (Stoney Trail) aux limites nord de la ville. La désignation de Deerfoot Trail prend fin et la route continue vers le nord dans le Comté de Rocky View.

### Centre de l'Alberta

#### Queen Elizabeth II Highway

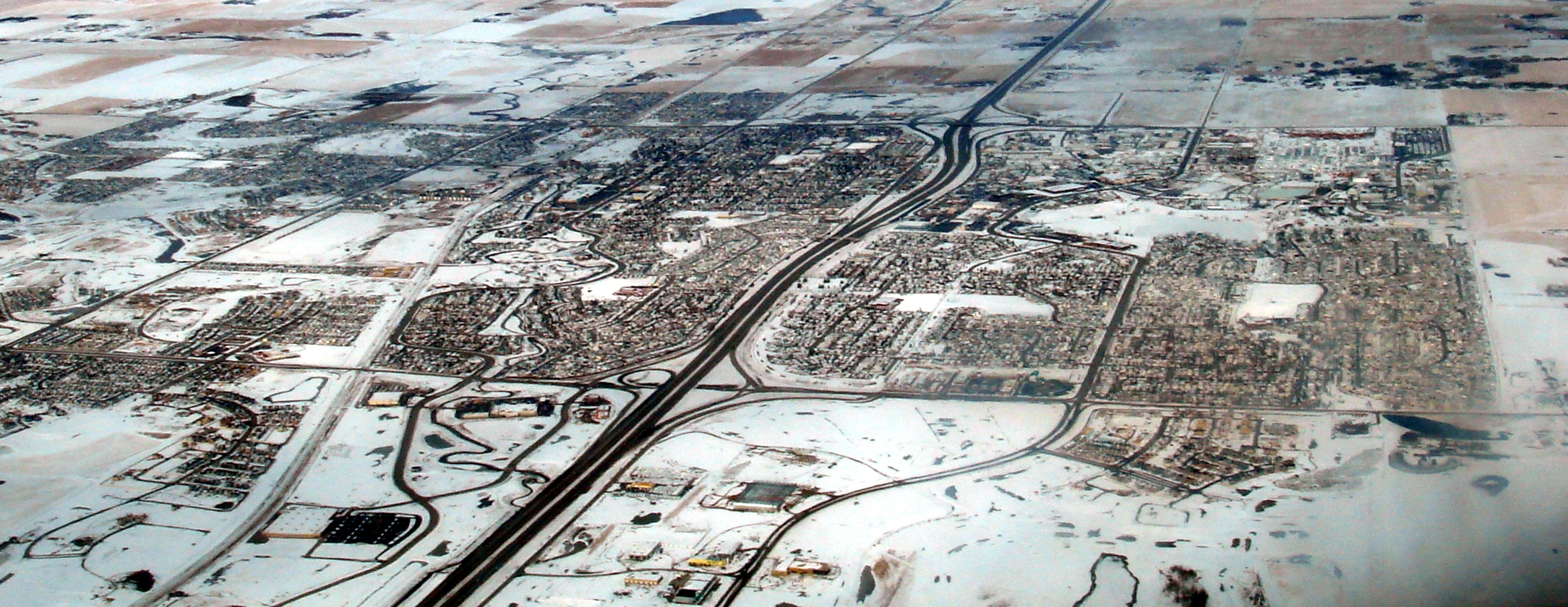
La Queen Elizabeth II Highway traverse Airdrie.

La route 2 quitte la ville de Calgary par le nord en autoroute longue de 261 km (162 mi) nommée la Queen Elizabeth II Highway, un nom qu'elle garde jusqu'aux limites sud d'Edmonton. Elle longe le centre commercial CrossIron Mills et traverse la ville d'Airdrie quelques kilomètres plus loin. Au nord d'Airdrie, la route croise la route 72 avant de contourner Crossfield et d'entrer dans le Comté de Mountain View, continuant vers le nord en croisant les routes 581 et 582. La route  croise ensuite la route 27 près d'Olds, environ à mi-chemin entre Calgary et Red Deer. La route entre ensuite dans le Comté de Red Deer et passe par Bowden, Innisfail et Penhold avant d'atteindre la ville de Red Deer. La route passe au sud et à l'ouest de la ville afin de la contourner.
À l'ouest de Red Deer, la route traverse la rivière Red Deer et rencontre la route 11 et la route 11A. Elle traverse ensuite la rivière Blindman et entre dans le Comté de Lacombe. Elle passe par Blackfalds et Lacombe, où elle rencontre la route 12.
Au nord de Lacombe, la route 2 rencontre la route 2A et celles-ci forment un multiplex sur une courte distance. Peu après la fin du multiplex, la route 2 croise la route 53 près de Ponoka et poursuit son trajet vers le nord dans une zone constituée de collines dans le Comté de Ponoka. Elle entre ensuite dans le Comté de Wetaskiwin. Près du Lac Bearhills, elle rencontre la route 13, puis la route 616, au nord de laquelle elle entre dans le Comté de Leduc. Elle poursuit jusqu'à la ville de Leduc.

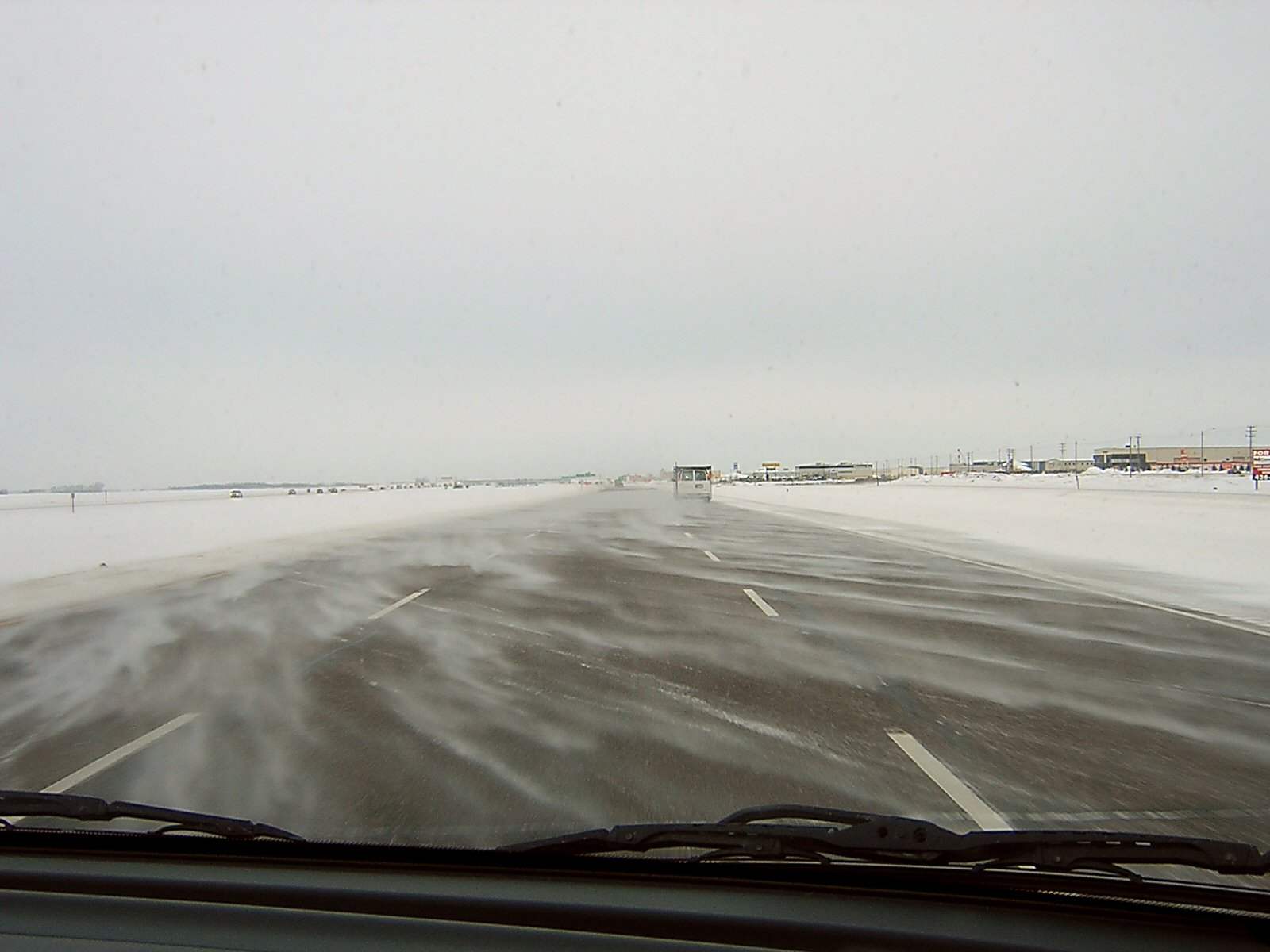
Route 2 entre Leduc et Edmonton

Après être entrée dans les limites de la ville de Leduc, la route 2 rencontre la route 2A, laquelle prend fin à cet endroit. La route 2 continue vers le nord et croise la route 39 et s'élargit à six voies. Elle bifurque légèrement vers le nord-est et passe à l'est de l'Aéroport international d'Edmonton, à 13 km (8,1 mi) au sud de la ville. La route croise ensuite la route 19 / route 625 et continue vers le nord-est. En croisant la 41 Avenue SW, elle entre dans les limites d'Edmonton. C'est également à cet endroit que la désignation de Queen Elizabeth II Highway prend fin.

#### Edmonton et le Comté de Sturgeon

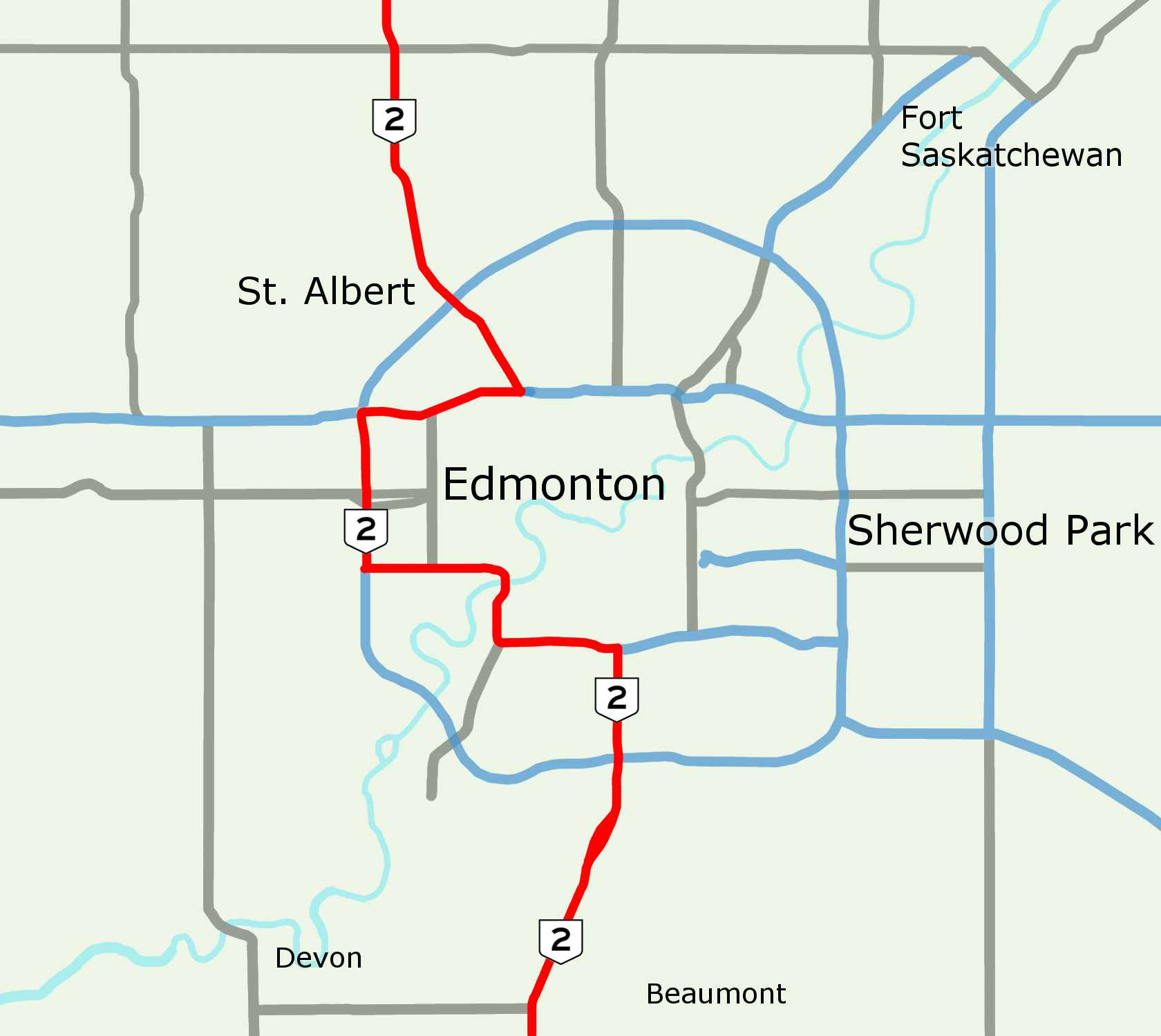
À Edmonton, la route 2 emprunte Calgary Trail / Gateway Blvd, Whitemud Drive, Anthony Henday Drive, Yellowhead Trail et St. Albert Trail.

Cinq routes différentes sont empruntées par la route 2 dans les villes d'Edmonton et de Saint-Albert. Au sud d'Edmonton, la route s'élargit à cinq voies par direction. Après avoir croisé la route 216 et 23 Avenue NW, les voies se séparent et la chaussé nord devient Gateway Boulevard alors que la chaussée sud devient Calgary Trail. La route rencontre alors la route 14, laquelle prend fin, et la route 2 poursuit le trajet de celle-ci vers l'ouest sur Whitemud Drive.
Whitemud Drive traverse Whitemud Creek avant de bifurquer vers le nord jusqu'à ce qu'elle atteigne la Rivière Saskatchewan Nord. La route traverse la rivière sur le Pont Quesnell et reprend la direction ouest. La route atteint la route 216 (Anthony Henday Drive) et la rejoint vers le nord. Elle passe à l'ouest du West Edmonton Mall et les routes parcourent ensemble une distance de 6,70 km (4,00 mi) jusqu'à la route 16 (Yellowhead Trail). À la jonction avec cette dernière, la route 2 quitte le tracé de la route 216 et rejoint la route 16 vers l'est. C'est à l'échangeur avec St. Albert Trail que les routes se séparent et que la route 2 prend la direction du nord-ouest. Elle rencontre à nouveau la route 216 (Anthony Henday Drive) et quitte les limites d'Edmonton pour entrer à Saint-Albert. La route compte six voies et constitue l'artère principale de la ville. Elle traverse la rivière Sturgeon avant de quitter la ville par le nord et d'entrer dans le Comté de Sturgeon. Elle devient une voie rapide comportant quelques échangeurs et des intersections à niveau. Elle croise la route 37 au nord de Saint-Albert et la route 642 à Morinville, ville qu'elle contourne.

### Nord de l'Alberta

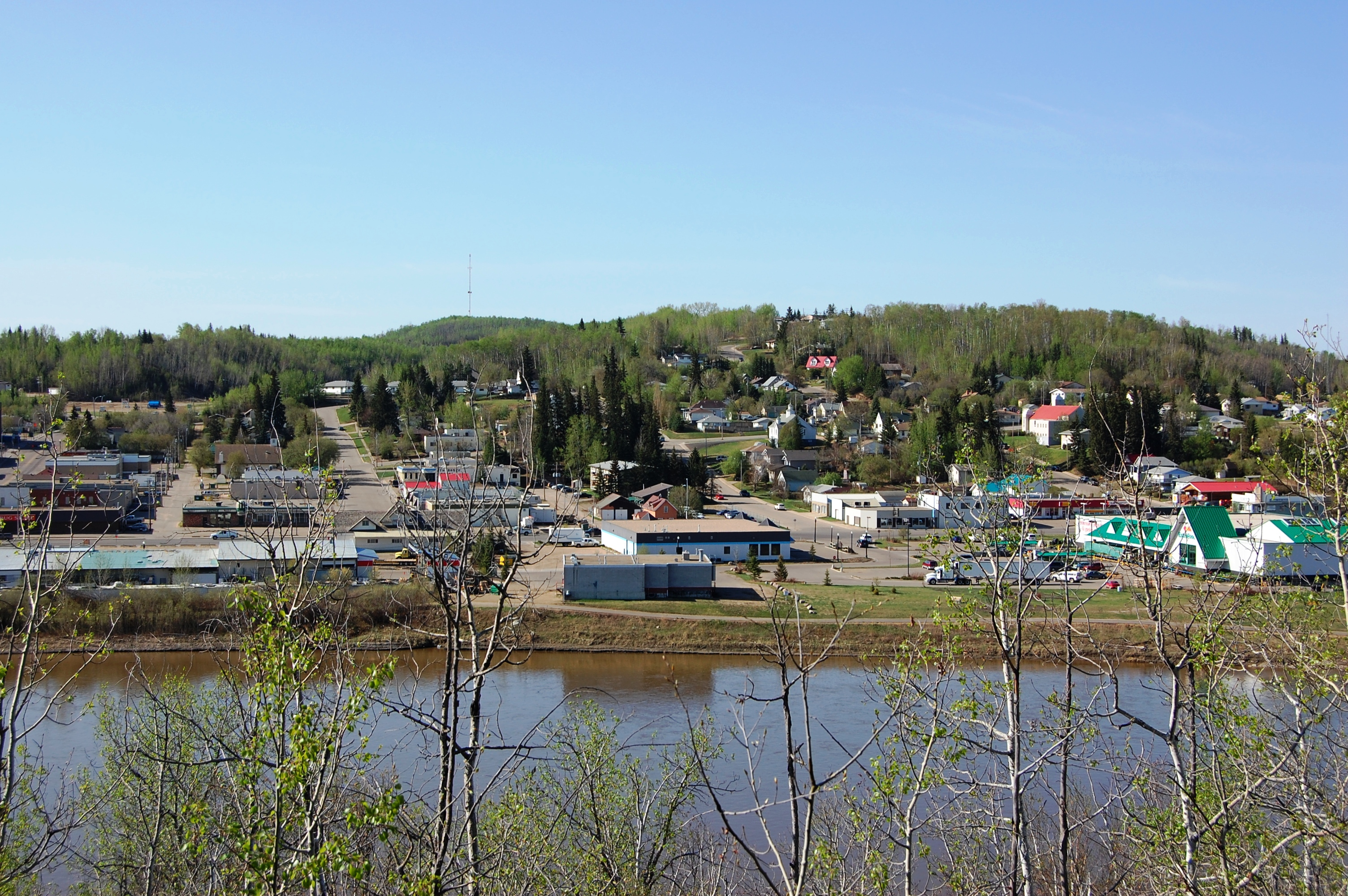
À l'ouest d'Athabasca, la route 2 fait partie de la Northern Woods and Water Route

#### Comtés de Westlock et d'Athabasca
La route 2 devient une route plus rurale comptant deux voies juste après avoir passé par Morinville. Elle se dirige vers le nord dans le Comté de Westlock et rencontre la route 18 près de Clyde. Les routes forment un court multiplex vers l'est, jusqu'à Clyde, avant de se séparer et que la route 2 reprenne son alignement vers le nord. Elle atteint des zones davantage boisées alors qu'elle prend la direction nord-est. Elle ne croise pas de ville avant d'atteindre Athabasca. La route traverse cette dernière en empruntant 50 Street vers la vallée de la rivière Athabasca. À l'intersection avec la route 55, elle bifurque vers l'ouest et longe la rivière. Depuis cet endroit, jusqu'à la jonction avec la route 49, plus de 200 km (120 mi) à l'ouest, la route 2 est désignée comme la Northern Woods and Water Route.
À l'ouest d'Athabasca, la route bifurque vers le nord et passe à l'est du Lac Baptiste. La route suit ensuite la rive ouest de la rivière Athabasca sur environ 35 km (22 mi) avant de bifurquer vers l'ouest au Lac Lawrence en direction de la communauté de Hondo. Là, elle croise le terminus nord de la route 44 avant de traverser la rivière et de continuer son trajet vers le nord-ouest sur 50 km (31 mi) jusqu'au terminus sud de la route 88 à Slave Lake. À Slave Lake, la route traverse la ville avant de longer la rive sud du Petit Lac des Esclaves. Elle croise le terminus nord de la route 33 près de Kinuso et passe par Driftpile. Elle se dirige alors vers l'ouest jusqu'à High Prairie, à la limite ouest du lac.

#### Comté de Peace
Quatorze kilomètres (8,70 mi) à l'ouest de High Prairie, la route bifurque vers le nord jusqu'à McLennan, en passant près du Lac Winagami. Elle passe au sud du Lac Kimiwan jusqu'à la jonction avec la route 49, à l'ouest. Là, elle bifurque vers le nord jusqu'à Nampa et Rivière-la-Paix, où elle traverse la rivière du même nom et bifurque vers l'ouest.

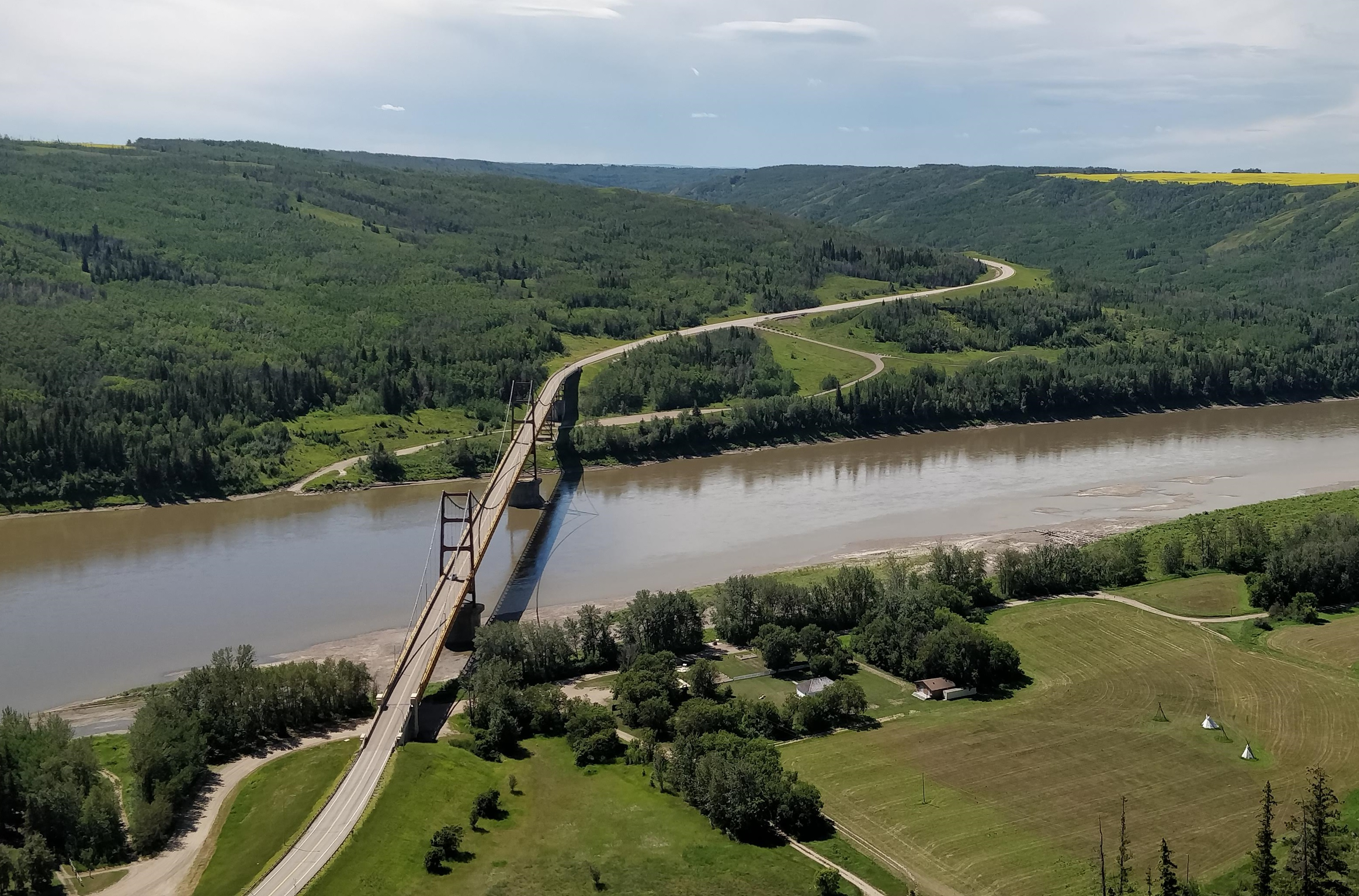
La route 2 traverse la rivière de la Paix sur le Pont Dunvegan

À Rivière-la-Paix, la route compte deux échangeurs, avec la route 744, à l'est de la rivière, et avec la route 684, à l'ouest de la rivière. Elle se poursuit vers l'ouest jusqu'à la jonction avec la route 35, la Mackenzie Highway. Là, elle bifurque vers le sud jusqu'à Grimshaw. Elle traverse la ville comme 51 Street et la quitte avant de tourner vers l'ouest peu après. Elle se dirige ensuite vers le sud et le sud-ouest jusqu'à Fairview. Au sud-ouest de cette ville, la route 2 traverse à nouveau la rivière de la Paix sur le Pont Dunvegan, un pont suspendu de plus de 700 mètres (2 300 pi) de long.
La route continue ensuite vers le sud pour 20 km (12 mi) jusqu'à Rycroft, où elle rencontre la route 49. La route 2 continue vers le sud jusqu'à la jonction avec la route 59 où elle devient une voie rapide à chaussées divisées. Elle traverse Sexsmith et continue vers le sud jusqu'à la jonction avec la route 43 au nord de Grande Prairie, son terminus nord de 1998 à 2019. Avant 1998, la route 2 suivait la route 43 jusqu'en Colombie-Britannique, où elle devenait la route 2 jusqu'à Dawson Creek. En 2019, lorsque la route 43 a été déplacée vers le nord sur une voie de contournement de Grande Prairie, la route 2 a été prolongée de 2,40 km (1,50 mi) vers le sud jusqu'à Grande Prairie le long de son ancien tracé. À Grande Prairie, elle devient 100 Street.

## Intersections majeures
| Municipalité rurale / spécialisée                                            | Ville                        | km                           | Sortie                                                    | Destinations | Notes |
| ---------------------------------------------------------------------------- | ---------------------------- | ---------------------------- | --------------------------------------------------------- | --- | --- |
| Comté de Cardston                                                            | Carway                       | 0,00                         |                                                           | US 89 sud – Browning, Great Falls                                                                                       | Continue au Montana |
| Comté de Cardston                                                            | Carway                       | 0,00                         | Frontière canado-américaine                               | | |
| Comté de Cardston                                                            |                              | 20,70                        |                                                           | AB-501 sud – Del Bonita, Milk River                                                                                     | Terminus sud du multiplex avec l'AB-501                                                                                                   |
| Comté de Cardston                                                            | Cardston                     | 21,30                        |                                                           | Cardston Truck Bypass                                                                                                   | AB-501 nord non-indiquée |
| Comté de Cardston                                                            | Cardston                     | 23,50                        |                                                           | AB-501 ouest (9th Avenue)                                                                                               | Terminus nord du multiplex avec l'AB-501                                                                                                  |
| Comté de Cardston                                                            | Cardston                     | 25,00                        |                                                           | AB-5 ouest / Cardston Truck Bypass – Waterton Park                                                                      | Terminus sud du multiplex avec l'AB-5; AB-501 sud non-indiquée                                                                            |
| Réserve de Blood 148                                                         | Cardston                     | 25,80                        |                                                           | AB-5 est – Magrath, Lethbridge                                                                                          | Terminus nord du multiplex avec l'AB-5 |
| Réserve de Blood 148                                                         |                              | 41,40                        |                                                           | AB-505 ouest – Glenwood                                                                                                 | Terminus sud du multiplex avec l'AB-505                                                                                                   |
| Réserve de Blood 148                                                         | 44,80                        |                              | AB-505 est – Spring Coulee                                | Terminus nord du multiplex avec l'AB-505                                                                                | |
| Réserve de Blood 148                                                         | Stand Off                    | 55,00                        |                                                           | AB-509 est – Coalhurst                                                                                                  | Terminus ouest de l'AB-509 |
| Comté de Cardston                                                            | Pas d'intersections majeures | Pas d'intersections majeures | Pas d'intersections majeures                              | Pas d'intersections majeures                                                                                            | Pas d'intersections majeures |
| M.D. Willow Creek No 26                                                      |                              | 75,20                        |                                                           | AB-511 est | Terminus ouest de l'AB-511 |
| M.D. Willow Creek No 26                                                      | Fort Macleod                 | 84,40                        |                                                           | AB-3 est (Crowsnest Highway) – Lethbridge                                                                               | Terminus sud du multiplex avec l'AB-3; terminus sud du Corridor CANAMEX                                                                   |
| M.D. Willow Creek No 26                                                      | Fort Macleod                 | 85,70                        |                                                           | AB-811 nord (6th Avenue)                                                                                                | Terminus sud de l'AB-811 |
| M.D. Willow Creek No 26                                                      | Fort Macleod                 | 89,50                        | 89                                                        | AB-3 ouest (Crowsnest Highway) – Pincher Creek, Col du Nid de Corbeau                                                   | Terminus nord du multiplex avec l'AB-3; sortie 89 en direction sud seulement                                                              |
| M.D. Willow Creek No 26                                                      |                              | 90,40                        | Traverse la Rivière Oldman                                | Traverse la Rivière Oldman                                                                                              | Traverse la Rivière Oldman |
| M.D. Willow Creek No 26                                                      | 91,50                        |                              | AB-785 ouest – Précipice à bisons Head-Smashed-In         | Terminus est de l'AB-785                                                                                                | |
| M.D. Willow Creek No 26                                                      | Granum                       | 109,20                       |                                                           | AB-519 est – Nobleford, Picture Butte                                                                                   | Terminus ouest de l'AB-519 |
| M.D. Willow Creek No 26                                                      | Claresholm                   | 126,00                       |                                                           | AB-520 – Barons | |
| M.D. Willow Creek No 26                                                      | Stavely                      | 143,00                       |                                                           | AB-527 ouest – Nobleford, Picture Butte                                                                                 | Terminus est de l'AB-527 |
| M.D. Willow Creek No 26                                                      |                              | 149,50                       |                                                           | AB-529 est – Champion                                                                                                   | Terminus ouest de l'AB-529 |
| M.D. Willow Creek No 26                                                      | Nanton                       | 165,50                       |                                                           | AB-533 ouest – Parc provincial de Chain Lakes                                                                           | Terminus sud du multiplex avec l'AB-533                                                                                                   |
| M.D. Willow Creek No 26                                                      | Nanton                       | 166,90                       |                                                           | AB-533 est (18 Street) – Vulcan                                                                                         | Terminus nord du multiplex avec l'AB-533                                                                                                  |
| Comté de Foothills                                                           |                              | 183,20                       |                                                           | AB-540 ouest – Site historique national de Bar U Branch                                                                 | Terminus ouest de l'AB-540 |
| Comté de Foothills                                                           | High River                   | 192,90                       | 194                                                       | AB-23 (12 Avenue SE) – High River, Vulcan                                                                               | Indiqué sortie 194A (est) et 194B (ouest)                                                                                                 |
| Comté de Foothills                                                           | High River                   | 194,80                       | (195)                                                     | Parc industriel de High River (24 Street NE)                                                                            | Sortie direction sud seulement |
| Comté de Foothills                                                           | High River                   | 196,20                       | 197                                                       | 498 Avenue E | |
| Comté de Foothills                                                           |                              | 201,40                       | 202                                                       | Mazeppa, Gas Plant, Auction Mart                                                                                        | Sortie direction sud, entrée direction nord                                                                                               |
| Comté de Foothills                                                           | Aldersyde                    | 208,30                       | 209                                                       | AB-7 ouest – Okotoks, Black Diamond, Turner Valley Vers AB-2A – Aldersyde, High River AB-547 est – Mossleigh            | Terminus est de l'AB-7; terminus ouest de l'AB-547                                                                                        |
| Comté de Foothills                                                           |                              | 221,60                       | 222                                                       | AB-2A sud / AB-552 est – De Winton, Okotoks                                                                             | Terminus sud du multiplex avec l'AB-2A |
| Comté de Foothills                                                           | 223,60                       | 225                          | AB-2A nord (Macleod Trail) vers AB-1 ouest – Centre-ville | Sortie direction nord, entrée direction sud; terminus nord du multiplex avec l'AB-2A; terminus sud de la Deerfoot Trail | |
| Comté de Foothills                                                           | 225,90                       | 227                          | Dunbow Road – Heritage Pointe, De Winton                  | | |
| Rivière Bow                                                                  | Rivière Bow                  | 228,20                       | Pont                                                      | Pont | Pont |
| Ville de Calgary                                                             | Ville de Calgary             | 229,90                       | 230                                                       | 212 Avenue SE | |
| Ville de Calgary                                                             | Ville de Calgary             | 231,40                       | 232                                                       | Cranston Avenue / Seton Boulevard                                                                                       | |
| Ville de Calgary                                                             | Ville de Calgary             | 231,90                       | 234                                                       | AB-201 (Stoney Trail) – Medicine Hat, Edmonton                                                                          | Indiqué sortie 234A (est) et 234B (ouest); sortie 101 de l'AB-201                                                                         |
| Ville de Calgary                                                             | Ville de Calgary             | 234,50                       | 234B                                                      | McKenzie Lake Boulevard / Cranston Boulevard                                                                            | Sortie direction sud, entrée direction nord                                                                                               |
| Ville de Calgary                                                             | Ville de Calgary             | 233,60                       | 236                                                       | McKenzie Towne Boulevard / McKenzie Lake Boulevard                                                                      | |
| Ville de Calgary                                                             | Ville de Calgary             | 237,20                       | 238                                                       | 130 Avenue SE | |
| Ville de Calgary                                                             | Ville de Calgary             | 238,70                       | 240                                                       | Barlow Trail nord | |
| Ville de Calgary                                                             | Ville de Calgary             | 240,40                       | 241                                                       | 24 Street SE / Douglasdale Boulevard                                                                                    | |
| Ville de Calgary                                                             | Ville de Calgary             | 241,60                       | Pont Ivor Strong au-dessus de la Rivière Bow              | Pont Ivor Strong au-dessus de la Rivière Bow                                                                            | Pont Ivor Strong au-dessus de la Rivière Bow                                                                                              |
| Ville de Calgary                                                             | Ville de Calgary             | 241,70–242,60                | 243                                                       | Anderson Road / Bow Bottom Trail                                                                                        | |
| Ville de Calgary                                                             | Ville de Calgary             | 243,70                       | 245                                                       | Southland Drive | |
| Ville de Calgary                                                             | Ville de Calgary             | 244,60                       | 246                                                       | 11 Street SE – Centre commercial                                                                                        | Direction sud seulement |
| Ville de Calgary                                                             | Ville de Calgary             | 245,50                       | 247                                                       | Heritage Drive / Glenmore Trail ouest – Centre commercial                                                               | Direction nord seulement |
| Ville de Calgary                                                             | Ville de Calgary             | 246,70                       | 248                                                       | AB-8 (Glenmore Trail)                                                                                                   | Pas d'accès vers l'AB-8 ouest depuis l'AB-2 nord; indiqué sortie 248A (est) et 248B (ouest) en direction sud                              |
| Ville de Calgary                                                             | Ville de Calgary             | 249,00                       | Pont Calf Robe au-dessus de la Rivière Bow                | Pont Calf Robe au-dessus de la Rivière Bow                                                                              | Pont Calf Robe au-dessus de la Rivière Bow                                                                                                |
| Ville de Calgary                                                             | Ville de Calgary             | 250,30                       | 251                                                       | Peigan Trail est / Barlow Trail sud                                                                                     | |
| Ville de Calgary                                                             | Ville de Calgary             | 253,00                       | 254                                                       | 17 Avenue SE est / Blackfoot Trail sud                                                                                  | |
| Ville de Calgary                                                             | Ville de Calgary             | 254,60                       | 256                                                       | Memorial Drive – Centre-ville                                                                                           | |
| Ville de Calgary                                                             | Ville de Calgary             | 256,80                       | 258                                                       | AB-1 (16 Avenue NE) – Banff, Medicine Hat                                                                               | |
| Ville de Calgary                                                             | Ville de Calgary             | 258,60                       | 260                                                       | 32 Avenue NE | |
| Ville de Calgary                                                             | Ville de Calgary             | 260,30                       | 261                                                       | McKnight Boulevard | Indiqué sortie 261A (est) et 261B (ouest)                                                                                                 |
| Ville de Calgary                                                             | Ville de Calgary             | 262,00                       | 263                                                       | 64 Avenue NE | |
| Ville de Calgary                                                             | Ville de Calgary             | 263,70                       | 265r                                                      | Beddington Trail / 11 Street NE                                                                                         | Sortie direction nord, entrée direction sud                                                                                               |
| Ville de Calgary                                                             | Ville de Calgary             | 265,60                       | 266                                                       | 96 Avenue NE / Airport Trail – Aéroport international de Calgary                                                        | |
| Ville de Calgary                                                             | Ville de Calgary             | 267,50                       | 268                                                       | County Hills Boulevard – Delacour, Aéroport international de Calgary                                                    | |
| Ville de Calgary                                                             | Ville de Calgary             | 271,40                       | 271                                                       | AB-201 (Stoney Trail) – Banff, Medicine Hat, Edmonton                                                                   | Terminus nord de Deerfoot Highway; terminus sud de Queen Elizabeth II Highway; sortie 60 de l'AB-201                                      |
| Comté de Rocky View                                                          | Balzac                       | 272,70                       | 273                                                       | CrossIron Drive | Sortie direction nord, entrée direction sud                                                                                               |
| Comté de Rocky View                                                          | Balzac                       | 274,40                       | 275                                                       | AB-566 – Balzac, Kathyrn                                                                                                | |
| Ville d'Airdrie                                                              | Ville d'Airdrie              | 279,30                       | 280                                                       | 40 Avenue SW / Sharp Hill Way SE                                                                                        | Sortie direction nord, entrée direction sud                                                                                               |
| Ville d'Airdrie                                                              | Ville d'Airdrie              | 280,90                       | 282                                                       | Yankee Valley Boulevard                                                                                                 | |
| Ville d'Airdrie                                                              | Ville d'Airdrie              | 282,20                       | (284)                                                     | East Lake Crescent | Sortie direction nord seulement |
| Ville d'Airdrie                                                              | Ville d'Airdrie              | 284,10                       | 285                                                       | AB-567 (Veterans Boulevard) – Airdrie, Irricana                                                                         | |
| Comté de Rocky View                                                          |                              | 293,80                       | 295                                                       | AB-2A nord / AB-72 est – Crossfield, Beiseker, Drumheller                                                               | Terminus ouest de l'AB-72 |
| Comté de Rocky View                                                          | 303,90                       | 305                          | AB-2A – Crossfield, Carstairs, Acme                       | | |
| Comté de Mountain View                                                       |                              | 313,60                       | 315                                                       | AB-581 – Carstairs | |
| Comté de Mountain View                                                       | 325,00                       | 326                          | AB-582 – Didsbury                                         | | |
| Comté de Mountain View                                                       | Olds                         | 339,50                       | 340                                                       | AB-27 – Olds, Sundre, Three Hills                                                                                       | Indiqué sortie 340A (est) et 340B (ouest)                                                                                                 |
| Comté de Red Deer                                                            |                              | 352,20                       | 353                                                       | AB-2A sud – Olds | Sortie direction sud seulement |
| Comté de Red Deer                                                            | Bowden                       | 355,50                       | 357                                                       | AB-587 – Bowden | |
| Comté de Red Deer                                                            | Innisfail                    | 364,00                       | 365                                                       | AB-54 ouest – Innisfail, Caroline                                                                                       | Terminus est de l'AB-54 |
| Comté de Red Deer                                                            | Innisfail                    | 367,40                       | 368                                                       | AB-590 (50 Street) – Innisfail, Big Valley                                                                              | |
| Comté de Red Deer                                                            |                              | 383,10                       | 384                                                       | AB-42 – Penhold, Pine Lake                                                                                              | |
| Comté de Red Deer                                                            | Gasoline Alley               | 389,70                       | 391                                                       | McKenzie Road | |
| Comté de Red Deer                                                            | Gasoline Alley               | 390,70                       | 392                                                       | Gasoline Alley est / Willow Street – Parc industriel Petrolia                                                           | Sortie direction nord seulement |
| Comté de Red Deer                                                            | Gasoline Alley               | 391,20                       | 393                                                       | Leva Avenue – Gasoline Alley                                                                                            | Sortie direction sud seulement |
| Red Deer                                                                     | Red Deer                     | 392,70                       | 394                                                       | AB-2A nord (Gaetz Avenue) – Centre-ville                                                                                | Sortie direction nord, entrée direction sud                                                                                               |
| Red Deer                                                                     | Red Deer                     | 393,40                       | 395                                                       | AB-2A sud (Taylor Drive) / AB-595 (19 Street) – Centre-ville                                                            | Indiqué sortie 395A (nord) et 395B (sud) en direction sud                                                                                 |
| Red Deer                                                                     | Red Deer                     | 395,60                       | 397                                                       | 32 Street | |
| Red Deer                                                                     | Red Deer                     | 398,20                       | Traverse la Rivière Red Deer                              | Traverse la Rivière Red Deer                                                                                            | Traverse la Rivière Red Deer |
| Red Deer                                                                     | Red Deer                     | 400,40                       | 401                                                       | AB-11 (67 Street) – Stettler, Sylvan Lake, Rocky Mountain House                                                         | |
| Red Deer                                                                     | Red Deer                     | 403,80                       | 405                                                       | AB-11A – Red Deer, Sylvan Lake                                                                                          | Indiqué sortie 405A en direction nord et 405B en direction sud                                                                            |
| Comté de Red Deer                                                            | Pas d'intersections majeures | Pas d'intersections majeures | Pas d'intersections majeures                              | Pas d'intersections majeures                                                                                            | Pas d'intersections majeures |
| Limite Comté de Red Deer–Comté de Lacombe                                    |                              | 408,70                       | Traverse la Rivière Blindman                              | Traverse la Rivière Blindman                                                                                            | Traverse la Rivière Blindman |
| Comté de Lacombe                                                             | Blackfalds                   | 410,80                       | 412                                                       | AB-597 est / Aspelund Road – Blackfalds, Joffre                                                                         | |
| Comté de Lacombe                                                             | Lacombe                      | 421,30                       | 422                                                       | AB-12 – Gull Lake, Bentley, Lacombe, Stettler                                                                           | |
| Comté de Lacombe                                                             |                              | 430,10                       | 431                                                       | AB-2A sud / C&E Trail – Lacombe, Stettler                                                                               | Terminus sud du multiplex avec l'AB-2A |
| Comté de Lacombe                                                             | 435,80                       | 437                          | AB-2A nord – Ponoka, Wetaskiwin                           | Terminus nord du multiplex avec l'AB-2A                                                                                 | |
| Limite Comté de Lacombe–Comté de Ponoka                                      |                              | 438,10                       | 439                                                       | AB-604 – Morningside | |
| Comté de Ponoka                                                              |                              | 444,60                       | 446                                                       | Matejka Road | |
| Comté de Ponoka                                                              | 445,80                       | 447                          | Gee Road                                                  | Sortie direction sud, entrée direction nord                                                                             | |
| Comté de Ponoka                                                              | 446,80                       | Traverse la Rivière Battle   | Traverse la Rivière Battle                                | Traverse la Rivière Battle                                                                                              | |
| Comté de Ponoka                                                              | Ponoka                       | 448,90                       | 450                                                       | AB-53 – Rimbey, Ponoka                                                                                                  | Indiqué sortie 450A (est) et 450B (ouest)                                                                                                 |
| Comté de Ponoka                                                              |                              | 461,20                       | 462                                                       | Menaik Road | |
| Limite Comté de Ponoka–Comté de Wetaskiwin No 10                             |                              | 467,60                       | 469                                                       | AB-611 – Maskwacis | |
| Comté de Wetaskiwin No 10                                                    |                              | 480,60                       | 482                                                       | AB-13 – Wetaskiwin, Camrose, Ma-Me-O Beach, Winfield                                                                    | Indiqué sortie 482A (est) et 482B (ouest)                                                                                                 |
| Comté de Wetaskiwin No 10                                                    | 487,30                       | 488                          | Correction Line Road                                      | | |
| Comté de Wetaskiwin No 10                                                    | 495,80                       | 497                          | AB-616 – Millet, Mulhurst                                 | | |
| Comté de Leduc                                                               |                              | 507,10                       | 508                                                       | Kavanagh, Glen Park District                                                                                            | |
| Ville de Leduc                                                               | Ville de Leduc               | 514,40                       | 516                                                       | AB-2A sud – Millet, Wetaskiwin                                                                                          | Terminus nord de l'AB-2A |
| Ville de Leduc                                                               | Ville de Leduc               | 515,80                       | 517                                                       | AB-39 ouest (50 Avenue) – Centre-ville de Leduc, Calmar, Drayton Valley                                                 | Terminus est de l'AB-39 |
| Ville de Leduc                                                               | Ville de Leduc               | 516,80                       | 519                                                       | Secteur commercial de Leduc                                                                                             | Direction nord seulement |
| Ville de Leduc                                                               | Ville de Leduc               | 517,70                       |                                                           | 65 Avenue | Échangeur proposé; sortie direction nord, entrée direction sud                                                                            |
| Ville de Leduc                                                               | Ville de Leduc               | 518,20                       | 519                                                       | Secteur commercial de Leduc (50 Street)                                                                                 | Sortie direction sud, entrée direction nord                                                                                               |
| Ville de Leduc                                                               | Ville de Leduc               | 519,70                       | 521                                                       | Secteur commercial de Leduc (Sparrow Crescent)                                                                          | Sortie direction nord seulement |
| Comté de Leduc                                                               | Nisku                        | 521,00                       | 522                                                       | Airport Road / 10th Avenue – Aéroport international d'Edmonton                                                          | |
| Comté de Leduc                                                               | Nisku                        | 524,40                       | 525                                                       | AB-19 ouest / AB-625 est (20th Avenue) – Devon, Nisku, Beaumont                                                         | Voie de contournement pour camions vers AB-16 ouest                                                                                       |
| Ville d'Edmonton                                                             | Ville d'Edmonton             | 531,20                       | 532                                                       | 41 Avenue SW | Terminus nord de la Queen Elizabeth II Highway; terminus sud de la Calgary Trail (direction sud) et du Gateway Boulevard (direction nord) |
| Ville d'Edmonton                                                             | Ville d'Edmonton             | 534,60                       | (535)                                                     | Ellerslie Road | |
| Ville d'Edmonton                                                             | Ville d'Edmonton             | 534,70–536,70                | (536)                                                     | AB-216 (Anthony Henday Drive) – Cold Lake, Fort McMurray, Jasper, Lloydminster                                          | Terminus nord du Corridor CANAMEX; sortie 78 de l'AB-216                                                                                  |
| Ville d'Edmonton                                                             | Ville d'Edmonton             | 537,10                       | (537)                                                     | 19 Avenue NW | Pas d'entrée en direction sud |
| Ville d'Edmonton                                                             | Ville d'Edmonton             | 537,90                       | (538)                                                     | 23 Avenue NW | |
| Ville d'Edmonton                                                             | Ville d'Edmonton             | 539,40                       |                                                           | 34 Avenue NM | |
| Ville d'Edmonton                                                             | Ville d'Edmonton             | 540,90                       |                                                           | AB-14 est vers AB-16 est – Wainwright                                                                                   | Terminus ouest de l'AB-14 |
| Ville d'Edmonton                                                             | Ville d'Edmonton             | 540,90                       | Gateway Boulevard – Centre-ville                          | | Terminus ouest de l'AB-14 |
| Ville d'Edmonton                                                             | Ville d'Edmonton             | 541,70                       | —                                                         | 106 Street | Échangeur |
| Ville d'Edmonton                                                             | Ville d'Edmonton             | 542,60                       | —                                                         | 111 Street | Échangeur |
| Ville d'Edmonton                                                             | Ville d'Edmonton             | 544,20                       | —                                                         | 119 Street / 122 Street                                                                                                 | Échangeur |
| Ville d'Edmonton                                                             | Ville d'Edmonton             | 545,10                       | Pont Rainbow Valley au-dessus de Whitemud Creek           | Pont Rainbow Valley au-dessus de Whitemud Creek                                                                         | Pont Rainbow Valley au-dessus de Whitemud Creek                                                                                           |
| Ville d'Edmonton                                                             | Ville d'Edmonton             | 546,10                       | —                                                         | Terwillegar Drive | |
| Ville d'Edmonton                                                             | Ville d'Edmonton             | 547,00                       | —                                                         | 53 Avenue | |
| Ville d'Edmonton                                                             | Ville d'Edmonton             | 548,60                       |                                                           | Fox Drive | |
| Ville d'Edmonton                                                             | Ville d'Edmonton             | 548,90                       | Pont Quesnell au-dessus de la Rivière Saskatchewan Nord   | Pont Quesnell au-dessus de la Rivière Saskatchewan Nord                                                                 | Pont Quesnell au-dessus de la Rivière Saskatchewan Nord                                                                                   |
| Ville d'Edmonton                                                             | Ville d'Edmonton             | 550,10                       | —                                                         | 149 Street | Pas d'accès depuis AB-2 sud |
| Ville d'Edmonton                                                             | Ville d'Edmonton             | 551,30                       | —                                                         | 159 Street | |
| Ville d'Edmonton                                                             | Ville d'Edmonton             | 552,50                       | —                                                         | 170 Street – West Edmonton Mall                                                                                         | |
| Ville d'Edmonton                                                             | Ville d'Edmonton             | 553,50                       | —                                                         | 178 Street – West Edmonton Mall                                                                                         | |
| Ville d'Edmonton                                                             | Ville d'Edmonton             | 555,40                       |                                                           | AB-216 sud (Anthony Henday Drive) / Whitemud Drive ouest                                                                | Terminus sud du multiplex avec l'AB-216; sortie 18 de l'AB-216                                                                            |
| Ville d'Edmonton                                                             | Ville d'Edmonton             | 557,10                       | 19                                                        | 87 Avenue / Webber Greens Drive – West Edmonton Mall                                                                    | Pas de sortie en direction nord |
| Ville d'Edmonton                                                             | Ville d'Edmonton             | 558,80                       | 21                                                        | AB-16A ouest / 100 Avenue – Spruce Grove, Stony Plain                                                                   | |
| Ville d'Edmonton                                                             | Ville d'Edmonton             | 560,50                       | 23                                                        | 111 Avenue est | Indication en direction nord |
| Ville d'Edmonton                                                             | Ville d'Edmonton             | 560,50                       | 23                                                        | 109 Avenue ouest | Indication en direction sud |
| Ville d'Edmonton                                                             | Ville d'Edmonton             | 561,60                       | 25                                                        | AB-16 ouest (Yellowhead Trail) – Jasper AB-216 nord (Anthony Henday Drive)                                              | Terminus nord du multiplex avec l'AB-216; terminus sud du multiplex avec l'AB-16                                                          |
| Ville d'Edmonton                                                             | Ville d'Edmonton             | 561,60                       | 378                                                       | AB-16 ouest (Yellowhead Trail) – Jasper AB-216 nord (Anthony Henday Drive)                                              | Terminus nord du multiplex avec l'AB-216; terminus sud du multiplex avec l'AB-16                                                          |
| Ville d'Edmonton                                                             | Ville d'Edmonton             | 563,50                       | 379                                                       | 184 Street – Saint-Albert                                                                                               | |
| Ville d'Edmonton                                                             | Ville d'Edmonton             | 565,00                       | 381                                                       | 170 Street – Saint-Albert, West Edmonton Mall                                                                           | |
| Ville d'Edmonton                                                             | Ville d'Edmonton             | 566,70                       | 383                                                       | 156 Street – Saint-Albert                                                                                               | |
| Ville d'Edmonton                                                             | Ville d'Edmonton             | 569,40                       | 385                                                       | 149 Street / 142 Street / St. Albert Trail – Saint-Albert                                                               | Terminus nord du multiplex avec l'AB-16                                                                                                   |
| Ville d'Edmonton                                                             | Ville d'Edmonton             | 571,70                       |                                                           | 137 Avenue NW | |
| Ville d'Edmonton                                                             | Ville d'Edmonton             | 574,40                       |                                                           | AB-216 (Anthony Henday Drive)                                                                                           | Sortie 31 de l'AB-216 |
| Ville de Saint-Albert                                                        | Ville de Saint-Albert        | 575,10                       |                                                           | Gervais Road / Hebert Road                                                                                              | |
| Ville de Saint-Albert                                                        | Ville de Saint-Albert        | 577,10                       | Traverse la Rivière Sturgeon                              | Traverse la Rivière Sturgeon                                                                                            | Traverse la Rivière Sturgeon |
| Ville de Saint-Albert                                                        | Ville de Saint-Albert        | 579,50                       |                                                           | AB-633 ouest (Villeneuve Road) / Erin Ridge Road – Villeneuve                                                           | |
| Comté de Sturgeon                                                            |                              | 586,10                       | —                                                         | AB-37 – Fort Saskatchewan, Onoway                                                                                       | Échangeur |
| Comté de Sturgeon                                                            | Morinville                   | 592,70                       |                                                           | Cardiff Road | Échangeur proposé |
| Comté de Sturgeon                                                            | Morinville                   | 596,10                       | —                                                         | AB-642 (100 Avenue) – Morinville, Sandy Beach                                                                           | Échangeur |
| Comté de Sturgeon                                                            |                              | 612,70                       |                                                           | AB-651 – Busby, Legal                                                                                                   | |
| Comté de Westlock                                                            |                              | 635,80                       |                                                           | AB-18 ouest – Westlock, Barrhead, Slave Lake                                                                            | Terminus sud du multiplex avec l'AB-18 |
| Comté de Westlock                                                            | Clyde                        | 637,30                       |                                                           | AB-18 est – Thorhild | Terminus nord du multiplex avec l'AB-18                                                                                                   |
| Comté de Westlock                                                            |                              | 664,60                       |                                                           | AB-661 – Dapp, Rochester                                                                                                | |
| Comté d'Athabasca                                                            |                              | 692,40                       |                                                           | AB-663 ouest – Fawcett                                                                                                  | Terminus sud du multiplex avec l'AB-663                                                                                                   |
| Comté d'Athabasca                                                            | 695,10                       |                              | AB-663 est – Boyle                                        | Terminus nord du multiplex avec l'AB-663                                                                                | |
| Comté d'Athabasca                                                            | Athabasca                    | 708,90                       |                                                           | AB-55 est (50 Avenue) – Lac la Biche, Cold Lake Vers AB-813 nord – Calling Lake, Wabasca AB-63 – Fort McMurray          | Terminus est de la Northern Woods and Water Route; terminus ouest de l'AB-55                                                              |
| Comté d'Athabasca                                                            |                              | 722,90                       |                                                           | AB-812 sud – Lac Baptiste                                                                                               | Terminus nord de l'AB-812 |
| M.D. Lesser Slave River No 124                                               |                              | 781,10                       |                                                           | AB-44 sud – Westlock, Edmonton                                                                                          | Terminus nord de l'AB-44 |
| M.D. Lesser Slave River No 124                                               |                              | 784,30                       |                                                           | AB-2A nord – Hondo, Smith                                                                                               | Terminus sud de l'AB-2A |
| M.D. Lesser Slave River No 124                                               |                              | 787,50                       | Traverse la Rivière Athabasca                             | Traverse la Rivière Athabasca                                                                                           | Traverse la Rivière Athabasca |
| M.D. Lesser Slave River No 124                                               | Slave Lake                   | 839,20                       |                                                           | AB-88 nord (Bicentennial Highway) – Wabasca, Red Earth Creek, Fort Vermilion, High Level                                | Terminus sud de l'AB-88 |
| Comté de Big Lakes                                                           |                              | 881,90                       |                                                           | AB-33 sud (Grizzly Trail) – Swan Hills                                                                                  | Terminus nord de l'AB-33 |
| Comté de Big Lakes                                                           |                              | 939,60                       |                                                           | AB-750 nord – Grouard, Red Earth Creek                                                                                  | Terminus sud de l'AB-750 |
| Comté de Big Lakes                                                           | High Prairie                 | 956,20                       |                                                           | AB-749 (48 Street) | |
| Comté de Big Lakes                                                           |                              | 970,90                       |                                                           | AB-2A ouest – Valleyview                                                                                                | |
| M.D. Smoky River No 130                                                      |                              | 991,90                       |                                                           | AB-679 – Parc provincial de Winagami                                                                                    | |
| M.D. Smoky River No 130                                                      | Donnelly                     | 1 020,20                     |                                                           | AB-49 – Valleyview, Edmonton, Falher, Rycroft                                                                           | |
| Comté de Northern Sunrise                                                    | Nampa                        | 1 055,80                     |                                                           | AB-683 ouest – Marie Reine                                                                                              | Terminus est de l'AB-683 |
| Comté de Northern Sunrise                                                    |                              | 1 074,60                     |                                                           | AB-688 est – Saint-Isidore                                                                                              | Terminus ouest de l'AB-688 |
| Rivière-la-Paix                                                              | Rivière-la-Paix              | 1 082,30                     | —                                                         | AB-744 sud (100 Street) – Centre-ville, Girouxville                                                                     | Échangeur; terminus nord de l'AB-744 |
| Rivière-la-Paix                                                              | Rivière-la-Paix              | 1 082,70                     | —                                                         | 98 Street – Centre-ville                                                                                                | Échangeur; sortie direction sud, entrée direction nord                                                                                    |
| Rivière-la-Paix                                                              | Rivière-la-Paix              | 1 083,40                     | Pont Peace River au-dessus de la Rivière de la Paix       | Pont Peace River au-dessus de la Rivière de la Paix                                                                     | Pont Peace River au-dessus de la Rivière de la Paix                                                                                       |
| Rivière-la-Paix                                                              | Rivière-la-Paix              | 1 084,30                     | —                                                         | AB-684 sud (Shaftesbury Trail)                                                                                          | Échangeur; terminus nord de l'AB-684 |
| Rivière-la-Paix                                                              | Rivière-la-Paix              | 1 086,20                     |                                                           | AB-743 nord (Shaftesbury Trail)                                                                                         | Terminus sud de l'AB-743 |
| M.D. Peace No 135                                                            |                              | 1 092,70                     |                                                           | Aéroport de Peace River                                                                                                 | |
| M.D. Peace No 135                                                            | 1 094,30                     |                              | AB-2A sud – Grimshaw                                      | | |
| M.D. Peace No 135                                                            | 1 102,50                     |                              | AB-35 nord (Mackenzie Highway) – Manning, High Level      | Terminus sud de l'AB-35                                                                                                 | |
| M.D. Peace No 135                                                            | Grimshaw                     | 1 107,10                     |                                                           | AB-2A nord (55 Avenue) – Rivière-la-Paix                                                                                | |
| M.D. Peace No 135                                                            | Grimshaw                     | 1 107,30                     |                                                           | AB-685 ouest (50 Avenue) – Hines Creek                                                                                  | Terminus est de l'AB-685 |
| M.D. Peace No 135                                                            |                              | 1 110,50                     |                                                           | AB-684 est (50 Avenue) – Rivière-la-Paix, Traversier de Shaftesbury                                                     | Terminus ouest de l'AB-684 |
| M.D. Peace No 135                                                            | Brownvale                    | 1 129,30                     |                                                           | AB-737 nord | Terminus sud de l'AB-737 |
| M.D. Fairview No 136                                                         | Whitelaw                     | 1 143,10                     |                                                           | AB-735 nord | Terminus sud de l'AB-735 |
| M.D. Fairview No 136                                                         | Fairview                     | 1 164,90                     |                                                           | AB-732 nord (113 Street)                                                                                                | Terminus sud de l'AB-732 |
| M.D. Fairview No 136                                                         | Fairview                     | 1 164,90                     | AB-64A ouest – Hines Creek, Fort St. John                 | Terminus est de l'AB-64A                                                                                                | |
| M.D. Fairview No 136                                                         |                              | 1 176,60                     |                                                           | AB-64 nord – Hines Creek, Fort St. John                                                                                 | Terminus sud de l'AB-64 |
| M.D. Fairview No 136                                                         | Dunvegan                     | 1 190,50                     | Pont Dunvegan au-dessus de la Rivière de la Paix          | Pont Dunvegan au-dessus de la Rivière de la Paix                                                                        | Pont Dunvegan au-dessus de la Rivière de la Paix                                                                                          |
| M.D. Spirit River No 133                                                     | Rycroft                      | 1 210,70                     |                                                           | AB-49 – Donnelly, Spirit River, Dawson Creek                                                                            | Terminus ouest de la Northern Woods and Water Route                                                                                       |
| Comté de Saddle Hills                                                        |                              | 1 227,30                     |                                                           | AB-677 est | Terminus sud du multiplex avec l'AB-677                                                                                                   |
| Comté de Saddle Hills                                                        | 1 228,90                     |                              | AB-677 ouest – Woking                                     | Terminus nord du multiplex avec l'AB-677                                                                                | |
| Comté de Grande Prairie No 1                                                 |                              | 1 256,20                     |                                                           | AB-59 ouest / AB-674 est – La Glace, Teepee Creek                                                                       | |
| Comté de Grande Prairie No 1                                                 |                              | 1 263,10                     |                                                           | AB-672 ouest – Hythe | Terminus est de l'AB-672 |
| Comté de Grande Prairie No 1                                                 | Clairmont                    | 1 272,90                     |                                                           | AB-43 – Valleyview, Edmonton, Beaverlodge, Dawson Creek                                                                 | |
| Ville de Grande Prairie                                                      | Ville de Grande Prairie      | 1 276,10                     |                                                           | AB-670 est (132 Avenue)                                                                                                 | Terminus ouest de l'AB-670 |
| Ville de Grande Prairie                                                      | Ville de Grande Prairie      | 1 277,70                     |                                                           | 116 Avenue / 100 Street                                                                                                 | La route devient la 100 Street |
| - Terminus de multiplex - Accès incomplet - Transition de route - Non-ouvert |                              |                              |                                                           | | |